# Anton Shynder
Anton Shynder est un footballeur ukrainien, né le 13 juin 1987 à Soumy. Il évolue au poste d'attaquant au SC 04 Schwabach (en).

## Palmarès
- SSV Jahn Ratisbonne
  - Vainqueur de la Coupe de Bavière en 2010